# 第52师团
第52师团（Dai-gojūni Shidan）是日本帝国陆军的一个步兵师团。其代号为柏兵团（Kashiwa Heidan）。该师团于1940年7月10日在金泽组建。其核心是第九师团的师部。第52师团的兵员主要是从石川县、富山县和长野县招募的。
第52师团是一个临时单位，旨在组建可供其他军事单位使用的子单位，而不是自己使用。第52师团的第16山地炮兵团和第52骑兵团于1943年10月被分配至其他部队。
1944年1月，第52师团改制为海军陆战队师，并将炮兵和工兵部队编入步兵团。改编完成后，该师团被派往楚克群岛，编入于1944年2月18日组建第31军。由于盟军绕过了楚克群岛（特鲁克）的日本补给中心，第52师团除了在冰雹行动中偶尔遭到轰炸外，并没有其他的行动。